# Frühlinghauser Höhle
Die Frühlinghauser Höhle befindet sich im Hönnetal beim Ortsteil Frühlinghausen im Süden der Stadt Balve. Sie ist 18 m lang und die südlichste einer Reihe von Höhlen im Tal der Hönne. Sie ist Eigentum der Rheinisch-Westfälischen Kalkwerke.